# Кафф
Кафф (англ. cuff — «манжета, обшлаг») — украшение для ушей, которое позволяет украсить не только мочку, но и другие части уха, а также висок, шею и волосы. Примечательной чертой каффов служит то, что многие модели не требуют проколов.

## Виды крепления каффов

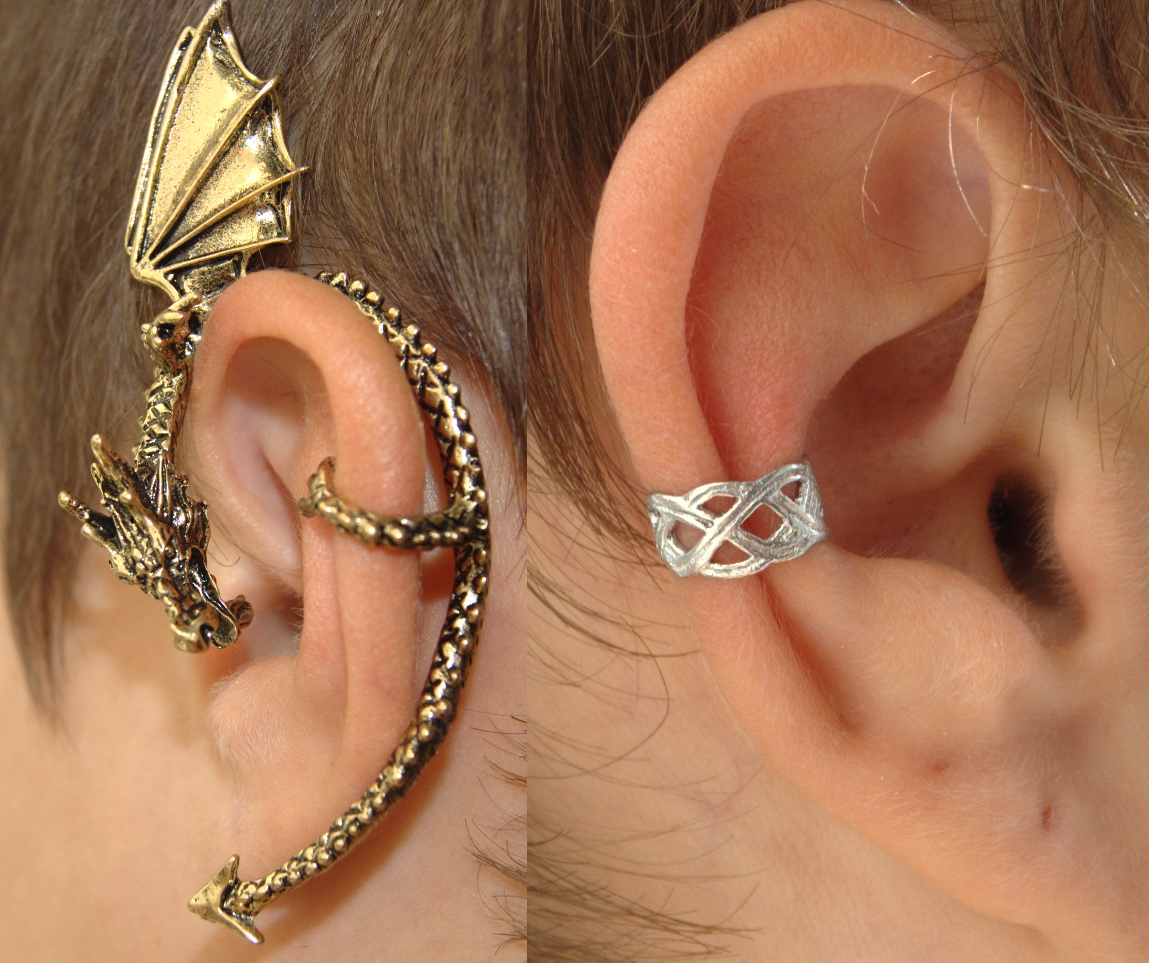

- дужка за ухом — как гарнитура Bluetooth;
- зажим в виде незамкнутого кольца на край ушной раковины (выше мочки уха);
- комбинированные крепления с дополнительной фиксацией в проколе мочки.

## Виды и формы каффов
- каффы в форме животных: змей, драконов, кошек, бабочек;
- каффы с цепочками;
- маленькие каффы — зажимы;
- каффы с панковскими, рокерскими и готическими элементами: шипами, крестами, черепами;
- каффы с камнями (сваровски, стеклянными, драгоценными);
- каффы с цепочками, украшающими волосы.

## Отличия от клипс
- в каффах уши не устают, так как давление на них минимально;
- каффы не спадают с уха;
- особое крепление позволяет использовать крупные подвески, не оттягивая мочку;
- каффы могут украшать всё ухо, а не только мочку.

## История каффов

### Бронзовый век
В нескольких могильниках на Британских островах были найдены золотые украшения, датированные 2300 годом до нашей эры. По мнению ученых, серьги из могильника являются каффами, то есть они крепились на ухе без проколов.

### Античность
В музеях мира хранятся несколько пар золотых каффов различных периодов античности. Например, каффы с заушным креплением, украшающие мочку головами рычащих львов, хранятся в Эрмитаже, который известен точным воспроизведением моды античного периода.. Увидеть серьги каффы можно также в фильме «Александр», в котором мать главного героя носит 2 вида каффов — с дужкой за ухом, и с кольцом вокруг уха.
.

### Древняя Индия
Изображения каффов легко найти в традиционной индийской живописи. Кроме того, традиционные каффы используются по сей день в свадебном обряде. Снизу каффы закрепляются в проколе мочки, как обычные серьги. А крепление сверху бывает нескольких видов:
- Зажим на верхней части уха.
- Кольцо из цепочек или бусин, огибающее всё ухо.
- Цепочки, закрепляющие верхнюю часть серёжки на волосах.

### ДревнийТаиланд
Большие каффы золотого цвета используются с древности в тайском театре. Они являются частью костюмов киннар. Увидеть эти каффы можно в традиционных театральных постановках и на статуях в тайских храмах.

### XVIII век
В Алмазном фонде хранятся серьги-каффы XVIII века. В то время дужка за ухом использовалась, чтобы не оттягивать мочки тяжеловесными серьгами с десятками драгоценных камней. Знаменитые серьги-вишенки Екатерины II, входившие в венчальный костюм Великих российских княжон, также являются каффами.

### 1950-е
Каффы входят в моду в 1950-х годах на волне возрождённой после войны моды на женственность и роскошь, а также благодаря широкому производству доступной бижутерии. Чаще всего используется крепление с дужкой за ухом, которое позволяет украсить висок и мочку большим числом драгоценных камней, не оттягивая ухо. Каффы носили многие дивы тех лет, начиная с Мерилин Монро и заканчивая Люсиль Болл. 

### 1960-70-е
В 1960-е и 1970-е годы каффы были атрибутом богемной тусовки, их можно было встретить на страницах Vogue и на вечеринках в «Студии 54». В моде — очень крупные каффы на всё ухо с большими камнями и кистями.

### 1980-начало 90х
Вновь каффы входят в моду в 1980-е года. Широкую популярность получают каффы в форме кольца с подвеской на середину уха. Их носят как женщины, так и мужчины.

### 2000-10-е
В конце 2000-х каффы становятся одним из трендов в Европе и Америке. Их носят знаменитости (Ферги, Пэрис, Сиенна), они появляются на показах Александра Маккуина, Chanel, Александра Вана, Карла Лагерфельда и других домов моды, их включают в коллекцию дизайнеры украшений по всему миру. Широко распространяется увлечение изготавливать каффы из проволоки и фурнитуры своими руками.